# Herbert Edward Read
Herbert Edward Read (Kirkbymoorside, 4 december 1893 - Stonegrave, 12 juni 1968) was een Brits dichter, kunstfilosoof en kunstcriticus.

## Levensloop
Read werd als boerenzoon geboren. Hij studeerde kunstwetenschappen en literatuur aan de universiteit van Leeds.
In de Eerste Wereldoorlog was hij frontofficier in België en Frankrijk. Bij terugkeer in Londen vond hij snel toegang tot de literatuurwereld, waaronder met T.S. Eliot en Ezra Pound.
Read begon te werken voor het Victoria and Albert Museum in Londen en kwam in de jaren dertig op de voorgrond als auteur en kunsthistoricus. In artistiek opzicht maakte hij naam als kenner van het surrealisme en organiseerde hij in 1936 samen met Roland Penrose, David Gascoyne en anderen de tentoonstelling International Surrealist Exhibition in de New Burlington Galleries. Hij was verder werkzaam voor het Institute of Contemporary Arts (ICA) in Londen.
Read was redacteur van het kunsttijdschrift Burlington Magazine (1933-1939) en de eerste uitgave van The Thames and Hudson Dictionary of Arts and Artists (1966). In 1966 werd hij samen met René Huyghe onderscheiden met een Erasmusprijs.
Op politiek gebied bekende hij zich tot het anarchisme. Het boek Der Einzige und sein Eigentum van Max Stirner betekende voor hem "een boek dat ik nooit uit het oog verloren heb." Ook nam hij deel aan demonstraties op straat tegen de nucleaire wapenwedloop.